# Matthew Nable
Matthew "Matt" Nable (Sídney; 8 de marzo de 1972) es un actor, escritor, autor y exjugador de rugby australiano, conocido por su interpretación del papel de Jock Ross en Bikie Wars: Brothers in Arms y a Gary Jubelin en Underbelly: Badness. También ha sido destacado en el Arrowverso por dar vida al personaje Ra's Al Ghul.

## Biografía
Matt es hijo de un exsoldado, su hermano menor Adam "Nabes" Nable, es jugador de rugby profesional. Creció en Northern Beaches, Sídne. En su infancia, vivió dos años en Portsea, Victoria donde su padre, un soldado se encontraba estacionado.
Es buen amigo del actor y exjugador de rugby Matthew Johns, el director Brian Andrews y el productor Anthony Coffey.
Matt está casado con Cassandra Nable, la pareja tiene tres hijos.

## Carrera
Matt apareció en el programa de comedia de rugby The Matty Johns Show.
En 2007 interpretó al jugador de rugby Grub Henderson en la película The Final Winter.
En 2008 interpretó al detective de Los Ángeles Melville Atkinson en la película SIS: Special Investigation Section. 
En 2009 publicó su libro llamado "We Don't Live Here Anymore", en 2011 publicó su segundo libro "Faces in the Clouds".
En 2011 se unió al elenco de la tercera temporada de la serie East West 101, donde interpretó al detective Neil Travis. Ese mismo año apareció en la película Killer Elite donde interpretó al oficial Pennick y en 33 Postcards donde interpretó a Tommy.
En 2012 apareció en la miniserie de seis partes Bikie Wars: Brothers in Arms, la miniserie se basó en la masacre de Milperra ocurrida el día del padre en 1984 en Australia.
En abril del mismo año se unió al elenco principal de la nueva serie Underbelly: Badness donde interpretó al detective inspector de la policía Gary Jubelin, quien busca llevar a la justicia al crimnal Anthony Perish (Jonathan LaPaglia). En la serie también aparecen los actores Ella Scott Lynch, Jodi Gordon, Josh Quong Tart y Aaron Jeffrey. La serie es parte de la exitosa  Underbelly.
En 2013 apareció en la película Riddick: Rule the Dark donde interpretó al coronel R. "Boss" Johns; en ella compartirá créditos junto a los actores Vin Diesel y Karl Urban.
El 4 de agosto de 2014 se anunció que se había unido al elenco recurrente de la serie Arrow donde da vida a Ra's al Ghul, el padre de Nyssa al Ghul (Katrina Law).
En 2015 apareció en la serie Winter donde interpretó a Jake, la serie es un spin-off del telefilm "The Killing Field" transmitida en 2014.
En 2016 se unió al elenco principal de la miniserie Barracuda donde interpreta a Frank Torma, el entrenador del nadador Danny Kelly (Elias Anton).

## Filmografía

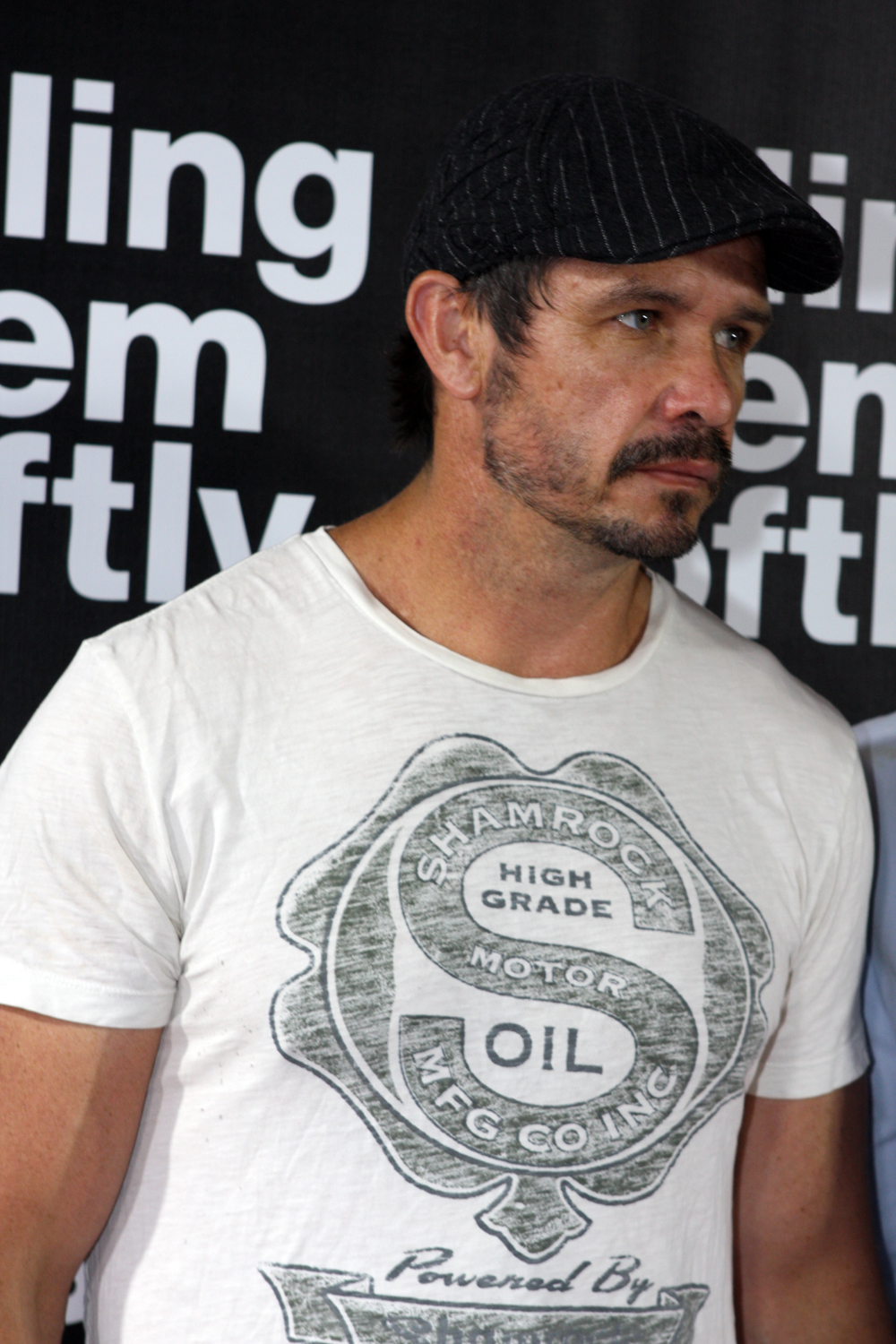
Matthew en el estreno de la película "Killing Then Softly" en Sídney en septiembre del 2012.

### Series de televisión
| Año         | Título                       | Personaje           | Notas                   |
| ----------- | ---------------------------- | ------------------- | ----------------------- |
| 2018        | Mr Inbetween                 | Dave                | 2 episodios             |
| 2018        | Dead Lucky                   | Mr. O'Reilly        | 4 episodios             |
| 2017        | Blue Murder: Killer Cop      | Det. Mark Standen   | 2 episodios - miniserie |
| 2016        | Hyde & Seek                  | Det. Gary Hyde      | 8 episodios             |
| 2016        | Quarry                       | Thurston            | 5 episodios             |
| 2016        | Barracuda                    | Frank Torma         | 4 episodios - miniserie |
| 2016        | Legends of Tomorrow          | Ra's al Ghul        | episodio "Left Behind"  |
| 2014 - 2015 | Arrow                        | Ra's al Ghul        | 10 episodios            |
| 2015        | Winter                       | Jake Harris         | 6 episodios - miniserie |
| 2015        | Gallipoli                    | Harry Perceval      | 7 episodios - miniserie |
| 2012        | Underbelly: Badness          | Det. Gary Jubelin   | 8 episodios             |
| 2012        | Bikie Wars: Brothers in Arms | William "Jock" Ross | 6 episodios - miniserie |
| 2011        | East West 101                | Neil Travis         | 7 episodios             |

### Películas
| Año  | Título                 | Personaje         | Notas                                                                                |
| ---- | ---------------------- | ----------------- | ------------------------------------------------------------------------------------ |
| 2016 | Hacksaw Ridge          | Lt. Cooney        | junto a Andrew Garfield, Vince Vaughn, Sam Worthington, Hugo Weaving y Teresa Palmer |
| 2014 | Incarnate              | Dan               | junto a Aaron Eckhart, Carice van Houten y Catalina Sandino Moreno                   |
| 2014 | Fell                   | Luke              | junto a Jacqueline McKenzie, Daniel Henshall y Shane Leckenby                        |
| 2014 | In Cold Light          | Inspector         | junto a Felix Williamson                                                             |
| 2014 | Son of a Gun           | Sterlo            | junto a Ewan McGregor, Brenton Thwaites, Nash Edgerton y Jacek Koman                 |
| 2013 | Around the Block       | Jack Wood         | junto a Christina Ricci, Damian Walshe-Howling, Andrea Demetriades y Josh Quong Tart |
| 2013 | Riddick: Rule the Dark | Boss Johns        | junto a Vin Diesel, Karl Urban, Jordi Mollà, Batista y Katee Sackhoff                |
| 2013 | The Turning            | Max               | junto a Rose Byrne, Cate Blanchett, Hugo Weaving, Miranda Otto y Richard Roxburgh    |
| 2012 | K-11                   | Villalobos        | junto a Goran Visnjic, Kate del Castillo y D.B. Sweeney                              |
| 2011 | Killer Elite           | Pennick           | junto a Clive Owen, Aden Young, Dominic Purcell y Ben Mendelsohn                     |
| 2011 | 33 Postcards           | Tommy             | junto a Guy Pearce, Claudia Karvan, Rhys Muldoon y Lincoln Lewis                     |
| 2008 | SIS                    | Melville Atkinson | junto a Keith David, Colleen Porch, Peter Stebbings y Domenick Lombardozzi           |
| 2007 | The Final Winter       | Grub Henderson    | junto a Nathaniel Dean, Raelee Hill y Conrad Coleby                                  |

## Premios y nominaciones
| Año  | Categoría                             | Premio      | Serie     | Resultado |
| ---- | ------------------------------------- | ----------- | --------- | --------- |
| 2016 | Best Lead Actor In A Television Drama | AACTA Award | Barracuda | Nominado  |

## Carrera como deportista
Como jugador de Rugby profesional Matt jugó en la posición de delantero.

### Equipos
| Año         | Equipo          | Pld | T | G | FG | P |
| ----------- | --------------- | --- | - | - | -- | - |
| 1997        | London Broncos  | -   | - | - | -  | - |
| 1996        | Carlisle        | -   | - | - | -  | - |
| 1995        | South Sydney    | 3   | 0 | 0 | 0  | 0 |
| 1991 - 1992 | Manly-Warringah | 5   | 1 | 0 | 0  | 4 |